# Josef Altstötter
Josef Altstötter (né le 4 janvier 1892 à Bad Griesbach (Rottal) en royaume de Bavière et mort le 13 novembre 1979 à Nuremberg) était un haut fonctionnaire du Ministère allemand de la Justice sous le régime nazi. Après la Seconde Guerre mondiale, il est jugé par le Tribunal militaire de Nuremberg en tant qu'accusé dans le procès des juges, où il est acquitté des chefs d'accusation les plus graves, mais a été reconnu coupable d'un chef d'accusation moins lourd, d'appartenance à une organisation criminelle (la SS).

## Carrière professionnelle
Après avoir servi pendant la Première Guerre mondiale, Altstötter termine ses études de droit à Munich en 1920, passe l'examen de jurisprudence de l'État et commence à travailler en 1921 en tant que juge suppléant au Ministère de la Justice de Bavière. En 1927, Altstötter travaille au Ministère de la Justice du Reich. En 1933, il passe à la Cour suprême de Leipzig et, en 1936, au Tribunal du travail du Reich.
De 1939 à 1942, il est dans la Wehrmacht. En 1943, il revient au Ministère de la Justice du Reich (Division VI : Droit civil et justice ), où il est nommé en mai 1943 chef de la division du droit civil et de la procédure ("Reichministerialdirektor"), et y reste pendant toute la durée de la guerre. Il reçoit l'insigne d'or du parti pour service rendu.
Une partie du département d'Altstötter s'occupe notamment des lois raciales de Nuremberg, promulguées pour l'isolation des Juifs de la vie allemande et la privation de leurs droits civils. Son bureau a également la responsabilité de réviser le droit allemand sur l'héritage et la famille, de sorte qu'après la mort, les biens Juifs ne vont pas à leurs enfants, mais sont confisqués par la loi et reviennent au gouvernement allemand.

## Appartenance à des organisations nazies
Avant sa prise de contrôle par le parti nazi, Altstötter était membre de Der Stahlhelm, une organisation d'anciens combattants de droite. Post restructuration en une organisation nazie, Altstötter devient membre de la SA (numéro SA : membre 31). Le 15 mai 1937, Altstötter passe de la SA à la SS (numéro de membre 289 254) ; en 1944 il atteint le grade d'oberführer. En septembre 1938, il adhère également au parti nazi (numéro de membre 5 823 836). Josef Altstötter était ami avec des dirigeants SS de haut niveau, notamment Heinrich Himmler, Ernst Kaltenbrunner et Gottlob Berger.

## Après la guerre
En 1947, Josef Altstötter est l'un des accusés aux Procès de Nuremberg pour crimes de guerre. L'acte d'accusation l'inculpe, ainsi que d'autres juges et magistrats nazis, de participation à des crimes de guerre et à des crimes contre l'humanité. Pour Josef Altstötter, les allégations particulières portées à son encontre sont qu'il était pénalement impliqué à la fois dans les lois raciales nazies et également dans l'enlèvement et le meurtre secret de personnes conformément au « décret Nuit et Brouillard ». Cependant, il n'y a de preuves suffisantes que pour le condamner d'appartenance à la SS. Selon le Tribunal, Josef Altstötter :

« ... était membre de la SS au moment des pogroms de novembre 1938, la "semaine de cristal", dans lesquels le Tribunal Militaire International a estimé que la SS avait joué un rôle important. Qu'il ait pris part ou non à ces activités ou qu'il les ait approuvées, il devait certainement être au courant du rôle joué par une organisation dont il était un officier.
En tant qu'avocat, il savait qu'en octobre 1940, la SS a été placée hors de portée de la loi. En tant que juriste, il savait certainement que, par le treizième amendement à la loi sur la citoyenneté, les Juifs ont été confiés à la police et ont ainsi été définitivement privés de la maigre protection juridique dont ils bénéficiaient jusqu'alors. Il connaissait également, car cela faisait partie de la même loi, les sinistres dispositions relatives à la confiscation des biens à la mort des propriétaires juifs, par la police. ...
En admettant que le défendeur n'ait pas eu connaissance des meurtres de masse ultimes dans les camps de concentration et par les Einsatzgruppen, il connaissait la politique de la SS et, en partie, ses crimes. Il a néanmoins accepté ses insignes, son rang, ses honneurs et ses contacts avec les hauts personnages du régime nazi. Ces éléments avaient une grande importance dans l'Allemagne nazie.
Pour ce prix, il a donné son nom en tant que soldat et juriste de renom et a ainsi contribué à dissimuler les actes honteux de cette organisation aux yeux du peuple allemand. »

En décembre 1947, il est condamné à cinq ans de prison. Après 2 ans et demi, en 1950, Josef Altstötter est libéré de la prison de Landsberg. De 1950 à 1966, il exerce la profession d'avocat. En 1979, à l'âge de 87 ans, il meurt à Nuremberg.

## Récompenses
- Croix allemande en or le 25 mars 1942 en tant que major d'un régiment d'infanterie[3].

## Sources
- Ernst Klee: Das Personenlexikon zum Dritten Reich: Wer war was vor und nach 1945. Fischer-Taschenbuch-Verlag, Frankfurt am Main 2007,  (ISBN 978-3-596-16048-8).
- (de) Klaus D. Patzwall et Veit Scherzer, Das Deutsche Kreuz 1941 – 1945 Geschichte und Inhaber Band II [« The German Cross 1941 – 1945 History and Recipients Volume 2 »], Norderstedt, Germany, Verlag Klaus D. Patzwall, 2001 (ISBN 978-3-931533-45-8)
- Hermann Weiß (Hrsg.): Biographisches Lexikon zum Dritten Reich, Fischer-Verlag, Frankfurt am Main, 1998,  (ISBN 3-10-091052-4)